# Marske (Pferd)
Marske (* 1750; † Juli 1779) war ein Rennpferd der Rasse Englisches Vollblut. Er ist heute vor allem bekannt, weil von ihm das Ausnahmepferd Eclipse abstammt, das in der Zuchtgeschichte des Englischen Vollbluts eine erhebliche Rolle spielt. Seinen Namen trägt er nach dem Ort Marske in North Yorkshire, wo er geboren wurde.

## Abstammung
Marske stammt in direkter väterlicher Linie von Darley Arabian ab, einem der heute wesentlichen drei Gründerväter der Rasse des Englischen Vollbluts. Der Hengst wurde 1704 durch den englischen Kaufmann Thomas Darley aus Syrien nach Aldby Park, Buttercrambe, importiert. Der Großvater von Marske, in Fachsprache der zweite Vater in väterlicher Linie, ist Bleeding Childers, ein Sohn von Darley Arabian, der nie Rennen lief, weil er bei größerer Anstrengung aus den Nüstern zu bluten begann. Dieser Hengst war jedoch ein Vollbruder des weitaus erfolgreicheren Rennpferds Flying Childers. Während dieser nach Abschluss seiner Rennkarriere für die meisten Züchter unerreichbar auf dem Gestüt seines Besitzers Duke of Devonshire, stand, nahm John Bartlett, der Besitzer von Bleeding Childers, eine vergleichsweise geringe Deckgebühr. Squirt, der aus einer Anpaarung dieses Hengstes mit der Stute „Sister to Old Country Wench“ hervorging und der Vater von Marske ist, war ein einigermaßen erfolgreiches Rennpferd.
Züchter von Marske war John Hutton, einer der frühen und einflussreichen Züchter des Englischen Vollbluts, der den Hengst noch als Fohlen gegen einen Araber aus dem Besitz von William Augustus, Duke of Cumberland eintauschte.

## Rennkarriere
Marske lief insgesamt sechs Rennen, von denen er drei gewann. Zweimal unterlag er dem Hengst Snap, dessen dritter Vater in väterlicher Linie Flying Childers war.
| Datum        | Distanz in Meilen | Rennbahn  | Preis         | Zahl der Starter | Platzierung | Konkurrenten                    |
| ------------ | ----------------- | --------- | ------------- | ---------------- | ----------- | ------------------------------- |
| April 1754   | unbekannt         | Newmarket | 40 Guinees    | unbekannt        | 1           | Mr Cornwall’s Grey Colt         |
| 8. Mai 1754  | 3m 5f             | Newmarket | 100 Guinees   | 5                | 1           | Pythos; Brilliant; Ginger; Bear |
| Oktober 1754 | 4m 1.5f           | Newmarket | 300 gs        | 2                | 1           | Ginger                          |
| April 1755   | unbekannt         | Newmarket | unbekannt     | 3                | 3           | Brilliant; Syphon               |
| April 1756   | unbekannt         | Newmarket | 1,000 Guinees | 2                | 2           | Snap                            |
| Mai 1756     | unbekannt         | Newmarket | 1,000 Guinees | 2                | 2           | Snap                            |
| Oktober 1756 | unbekannt         | Newmarket | unbekannt     | 2                | aufgegeben  | Spectator                       |

## Zuchthengst
Bis zum Tod des Duke of Cumberland im Jahre 1765 stand Marske auf dem Gestüt des Herzogs. Nach dessen Tod wurde er auf einer Auktion von Tattersall für einen vergleichsweise geringen Betrag an einen Landwirt aus Dorset verkauft, wo er gegen die vergleichsweise geringe Deckgebühr von einer halben Guinee Stuten deckte. Er wurde dann für 20 Guinees an William Wildman verkauft. Schon bevor Marskes Sohn Eclipse seine ersten erfolgreichen Rennen lief, konnte Wildman die Deckgebühr auf etwas mehr als 30 Guinees steigern. Wildman verkaufte den Hengst schließlich an den Earl of Abingdon, der angesichts der großen Erfolge von Eclipse Deckgebühren von 100 Guinees nehmen konnte. 1775 und 1776 war Marske Champion der Vaterpferde in England und Irland.